# 仲村錦治郎
仲村 錦治郎（なかむら きんじろう、1975年5月2日 - ）は、日本の元卓球選手。会社員。戦型は右シェイクハンドのドライブマン。渡辺武弘とのダブルスでバルセロナオリンピック出場を果たした。明徳義塾中学校・高等学校から大正大学に進学、大学卒業後はグランプリに所属し、現役引退後は松下浩二が代表取締役を務めるヤマト卓球株式会社で開発担当として取締役を務めていたが、現在は執行役員になっている。

## 主な成績
- 1986年 ホープス男子シングルス優勝
- 1987年 アジアユースチャンピオンシップインドネシア大会（ケディリ）シングルス優勝
- 1989年 カデット男子シングルス、ダブルス優勝
- 1990年 全国中学校卓球大会シングルス優勝、世界選手権代表、東京選手権シングルス3位[1]
- 1991年 世界卓球選手権千葉大会（幕張メッセ）混合ダブルス出場
- 1992年 第10回アジアカップ香港大会シングルス7位[2]
- 1995年 関東学生卓球選手権シングルス優勝
- 1996年 アジアカップシンガポール大会ダブルスベスト4
- 1997年 関東学生卓球選手権ダブルス優勝[3]、全日本学生卓球選手権3位[4]、東京選手権シングルス優勝
- 1998年 アジアカップ大阪大会ダブルスベスト8
- ジャパントップ12卓球大会5位[5]（1996年、1998年、1999年）